# Biblioteca Estadual do Piauí
A Biblioteca Estadual do Piauí, atualmente denominada, Biblioteca Estadual Des. Cromwell de Carvalho  é uma biblioteca pública mantida pelo Governo do Estado do Piauí através da Fundação Estadual de Cultura; tem sua feitura jurídica vinda da Lei Nº 50, de 21 de junho de 1910, sancionada pelo governador Antonino Freire da Silva
É o órgão central do Sistema Estadual de Bibliotecas Públicas do Piauí e também pela execução do mecanismo do  Depósito legal no estado.

## História
Em 1867 um relatório do governo provincial aponta a necessidade de criação de uma biblioteca pública.  Em 11 de agosto de 1874 a Sociedade Promotora da Instrução Popular cria uma biblioteca em Teresina, mas posteriormente a sociedade se extinguiu e a biblioteca foi encampada pelo governo provincial que aprovou  uma verba orçamentária para mantê-la; a verba cessa em 1877 causando o fechamento da biblioteca. E, em 12 de outubro de 1883 o governo provincial reaviva a biblioteca (COSTA, 1974. P.52). Sobre a mesma  Monsenhor Chaves aponta que:  “em 1874 foi fundada uma biblioteca pública, a ‘Biblioteca Popular’. Andou por seca e meca, ora instalada em dependências de um prédio publico ora noutra, até que se perdeu inteiramente por falta de quem a zelasse por ela” (MONSENHOR CHAVES, 2013, p.51).
Na década de 1940 integrou a Casa Anísio Brito funcionando como Biblioteca, museu do estado e arquivo público.

### sede própria

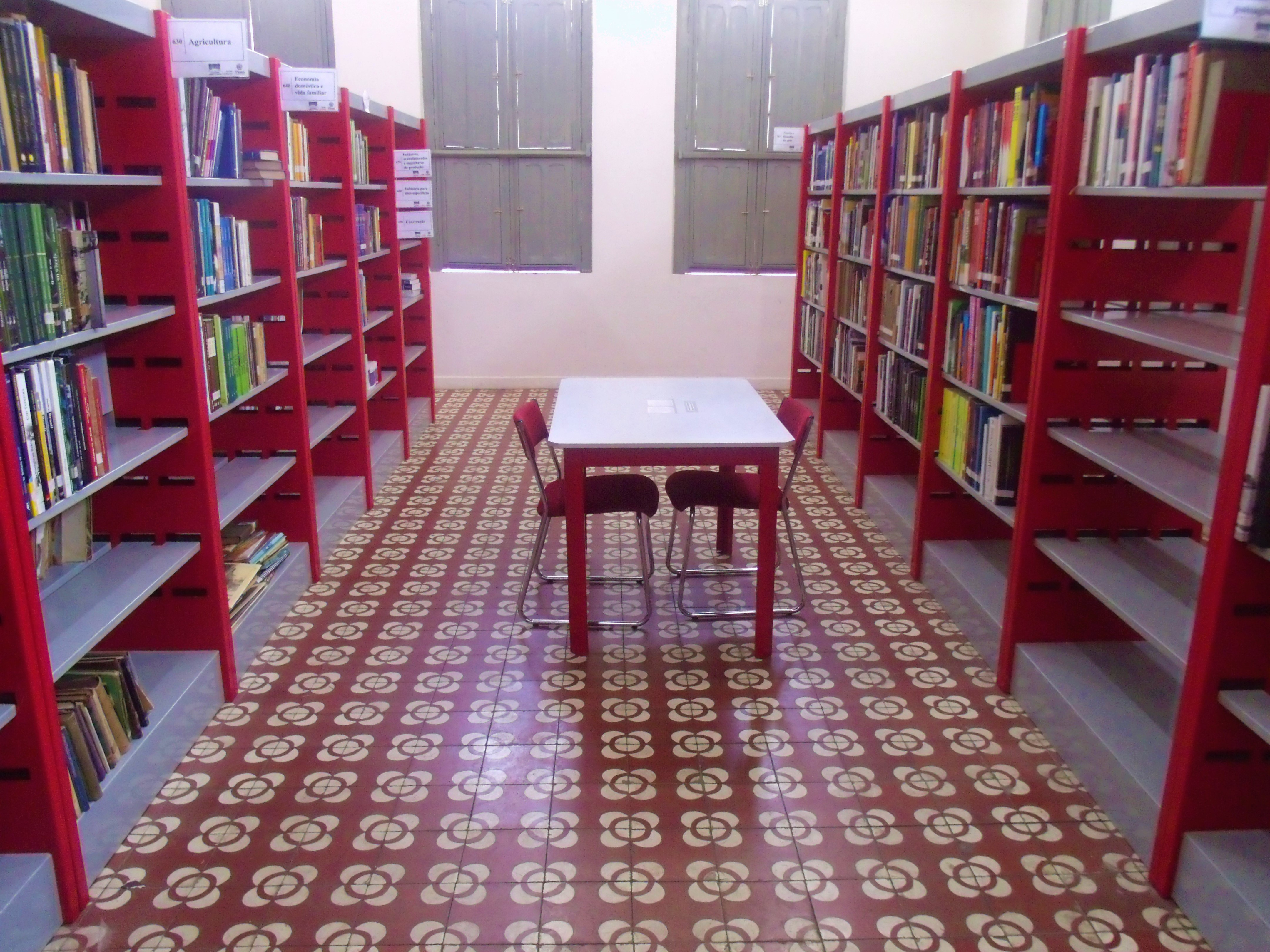
Uma das salas de acervos.

Em 1974 é desmembrada da Casa Anísio Brito e foi instalada no palacete da antiga faculdade de Direito do Piauí, na Praça Demostenes Avelino, conhecida como Praça do Fripisa, e passou a ser denominada como Biblioteca Estadual Des. Cromwell de Carvalho. A edificação é tombada por legislação estadual do patrimônio cultural e por isso participante do concurso internacional de fotografia Wikipédia:Wiki Loves Monuments 2020/Brasil/Lista/Piauí.

## Sistema de Bibliotecas Publicas do Estado do Piauí

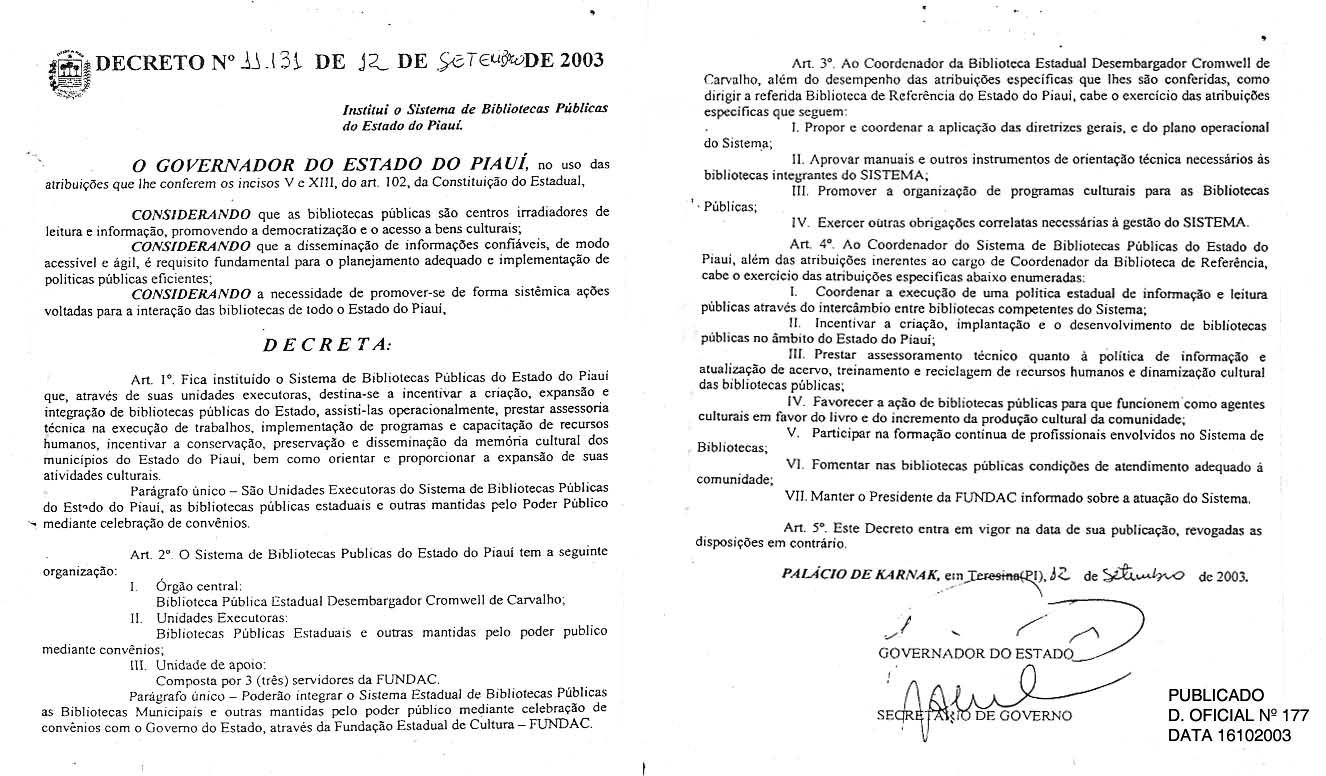
Decreto nº 11.131, de 12 de setembro de 2003, ato de criação do Sistema de Bibliotecas Públicas do Estado do Piauí.

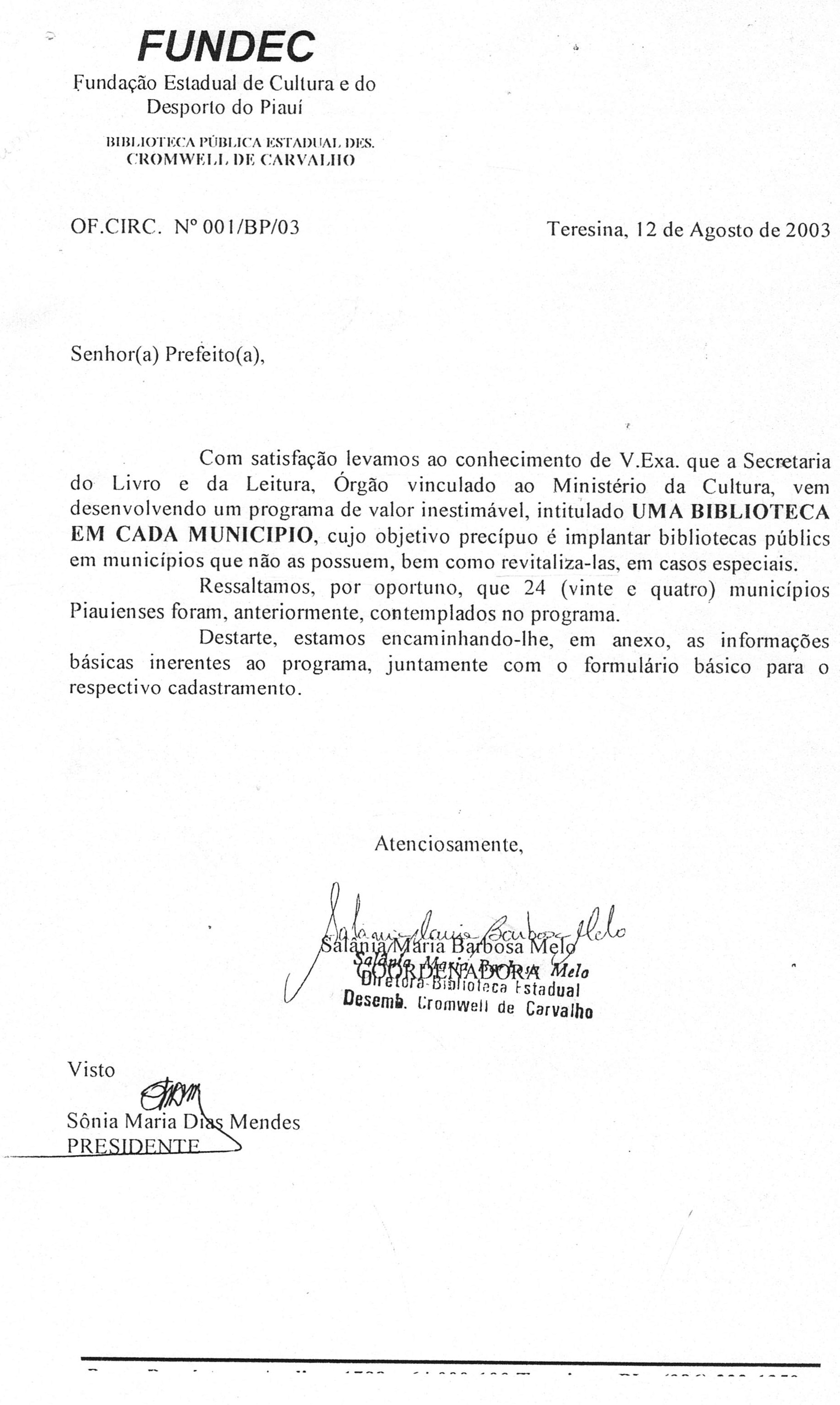
Documento de 2003 sobre o Programa Uma Biblioteca em Cada Município, do Ministério da Cultura.

Em 12 de setembro de 2003, o governador  Wellington Dias assina o decreto nº 11.131 criando o Sistema de Bibliotecas Publicas do Estado do Piauí, onde o inciso I do artigo 2º dispõe que a Biblioteca Estadual é o órgão central do referido sistema (Decreto Nº 11.131, publicado na página 3 da edição nº 177 do Diário Oficial do Estado do Piauí).

## Lei Piauiense do Depósito Legal
A Biblioteca Estadual do Piauí é o órgão competente para executar, no estado, o serviço do Depósito legal, que de acordo a Lei Estadual Nº 5.554, de 20 de abril de 2006, publicada na edição numero 75 do Diário Oficial do Estado do Piauí, cujo  parágrafo único do artigo 1º, manda que: "'O Mecanismo de Depósito Legal de obras impressas tem por objetivo assegurar o registro e preservar, através da guarda de publicações, a memória do Estado do Piauí'".

## Catálogo no Biblivre
O acervo está sendo catalogado e disponibilizado no programa biblivre.
http://bibliotecapublica.cultura.pi.gov.br/biblivre4/single/?action=search_bibliographic